# Rejsen tilbage
Rejsen tilbage er en dansk dokumentarfilm fra 1993 med instruktion og manuskript af Peter Elsass.

## Handling
Seks år efter filmholdets første besøg hos Arhuaco-indianerne i 1987 vender det tilbage for at vise den første film Jorden er vores mor, som det blev aftalt dengang. Filmen fortæller både om indianernes og om filmholdets problem: Kan kameraet forholde sig sandfærdigt til indianernes overlevelseskamp uden også at genspejle instruktørens verden og holdninger?